# Cobreros (kommunhuvudort)
Cobreros är en kommunhuvudort i Spanien.   Den ligger i provinsen Provincia de Zamora och regionen Kastilien och Leon, i den nordvästra delen av landet, 300 km nordväst om huvudstaden Madrid. Cobreros ligger 994 meter över havet och antalet invånare är 650.
Terrängen runt Cobreros är kuperad. Runt Cobreros är det glesbefolkat, med 11 invånare per kvadratkilometer. Närmaste större samhälle är Puebla de Sanabria, 5,9 km öster om Cobreros. Omgivningarna runt Cobreros är en mosaik av jordbruksmark och naturlig växtlighet.